# City of Caterpillar
City of Caterpillar — американський пост-хардкор гурт із Ричмонда, штат Вірджинія, створений у 2000 році.
Музика гурту City of Caterpillar була класифікована як screamo, пост-хардкор, пост-рок, хардкор-панк.

## Історія
Гурт City of Caterpillar випустив два студійних альбоми, дві збірки, та декілька мініальбомів, синглів, сплітів.
Їхні пісні, деякі з яких тривають понад 10 хвилин, часто характеризуються мелодійними пост-роковими пасажами, які переростають у хаотичний музичний шквал.
Учасники гурту City of Caterpillar одночасно брали участь у інших проектах: Pg. 99, Darkest Hour, Stop It!!, Enemy Soil, Kilara, Monotonashhfuck, Majority Rule. 
Гурт розпався в грудні 2003 року.
Джефф Кейн і Кевін Лонгендайк приєдналися до гурту Haram, а також сформували гурти Malady і Verse En Coma (в останньому також брав участь Райан Перріш), а Брендон Еванс і Пет Бродерік створили гурт Ghastly City Sleep.
Гурт оголосив про возз'єднання для низки концертів на східному узбережжі США у 2016 році. Новини про возз'єднання гурту з'явилися після того, як лейбл Repeater Records перевидав їх однойменний альбом, City of Caterpillar.
Гурт також оголосив про європейський тур влітку 2017 року та японський тур влітку 2018 року.
У серпні 2022 року гурт City Of Caterpillar анонсував новий альбом під назвою Mystic Sisters, який планується випустити на лейблі Relapse Records, а також оголосив дати майбутнього туру. Альбом Mystic Sisters було випущено 30 вересня 2022 року.

## Учасники гурту

### Поточні
- Брендон Еванс (Brandon Evans) — вокал, гітара (2000-2003, 2016–дотепер)
- Джефф Кейн (Jeff Kane) — гітара (2000-2003, 2016–тепер)
- Кевін Лонгендайк (Kevin Longendyke) — вокал, бас (2000-2003, 2016–дотепер)
- Райан Перріш (Ryan Parrish) — барабани (2000-2002, 2016–дотепер)

### Колишні
- Адам Юреско (Adam Juresko) — бас (2000)

### Гастрольні учасники
- Пет Бродерік (Pat Broderick) — ударні (2001-2003)

## Дискографія
Студійні альбоми
- City of Caterpillar (2002, Level Plane)
- Mystic Sisters (2022, Relapse Records)[10]

Мініальбоми, сингли, спліти
- Split 7-inch with System 2600 (2000, Sea of Dead Pirates)
- Document #9: A Split Personality split 7-inch with Pg. 99 (2001, Level Plane)
- Live In New York City (2001, Level Plane)
- Unreleased Demos (2013, Robotic Empire)  (released on the Robotic Empire SoundCloud page)
- As the Curtains Dim; (Little White Lie) (2016, Robotic Empire)
- Driving Spain Up a Wall (2017, Repeater Records)

Збірні альбоми
- Demo and Live Recording (2002, Level Plane)
- Complete Discography (2018, Long Legs Long Arms)